# Pascal Couchepin

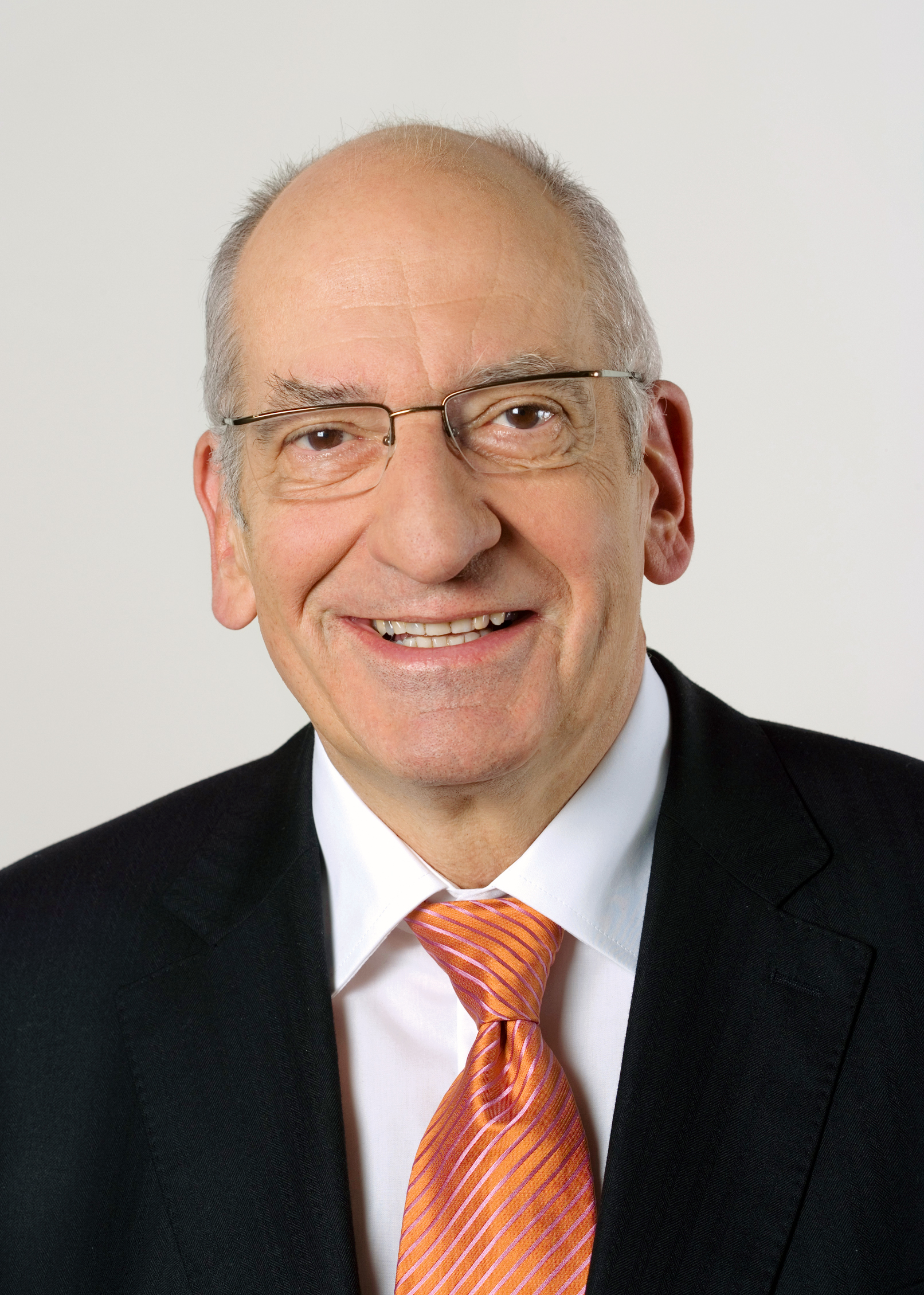
Bundesrat Pascal Couchepin (2009)

Pascal Roger Couchepin (* 5. April 1942 in Martigny; heimatberechtigt ebenda) ist ein Schweizer Politiker (FDP). Als Bundesrat (1998–2009) war er Wirtschafts- (1998–2002) und Innenminister (2003–2009) und bekleidete 2003 und 2008 das Amt des Bundespräsidenten.

## Karriere

Nationalrat Pascal Couchepin (1983)

Pascal Couchepin besuchte die Primarschule in Martigny und machte 1962 die klassische Matura am Gymnasium in Saint-Maurice. 1966 schloss er sein Studium in Rechtswissenschaften an der Universität Lausanne mit dem Lizenziat ab und erwarb 1967 das Notariatspatent sowie 1968 das Anwaltspatent des Kantons Wallis. Nach kurzer Tätigkeit bei einer Versicherungsgesellschaft eröffnete er eine Anwaltskanzlei in Martigny, die er bis zu seiner Wahl in den Bundesrat leitete. Er war Mitglied mehrerer Verwaltungsräte, unter anderem der Caves Orsat SA, der TSA Telecom SA und der Elektrowatt Holding, und 1982–1998 Sekretär des Verbands der Walliser Industriellen. 1975–1998 präsidierte er die Walliser Vereinigung für körperlich und geistig Behinderte sowie 1995–1998 die Schweizerische Multiple Sklerose Gesellschaft.
Als Mitglied der Freisinnig-Demokratischen Partei (FDP) wurde Couchepin 1968 im Alter von 26 Jahren in den Gemeinderat, die Exekutive, von Martigny gewählt, wo er von 1976 bis 1983 das Vizepräsidium und von 1984 bis 1998 das Stadtpräsidium innehatte. Er setzte sich 1991 für die Niederlassung des auf künstliche Intelligenz spezialisierten Forschungsinstituts Idiap sowie 1993 der Groupe Mutuel Versicherungsgesellschaft ein und trug damit zur wirtschaftlichen Entwicklung Martignys bei. Im Nationalrat, dem er von 1979 bis 1998 angehörte, nahm er von 1989 bis 1996 Einsitz in der Kommission für Wissenschaft und Forschung (ab 1991 Kommission für Wissenschaft, Bildung und Kultur; 1992–1996 Präsidium) und 1992–1998 in der Kommission für Wirtschaft und Abgaben. Von 1989 bis 1996 präsidierte er die Freisinnig-Demokratische Fraktion in der Bundesversammlung. Nach der Rücktrittserklärung von Jean-Pascal Delamuraz stellte die FDP mit Couchepin und der Waadtländer Nationalrätin Christiane Langenberger zwei offizielle Kandidierende für die Nachfolge auf. Im Rennen waren ausserdem die Freisinnigen Claude Frey, Nationalrat aus Neuenburg, und Gilles Petitpierre, ehemaliger Genfer Ständerat. Am 11. März 1998 gelang Couchepin die Wahl in den Bundesrat. Er setzte sich erst im fünften Wahlgang mit 146 zu 92 Stimmen (absolutes Mehr 120 Stimmen) gegen Langenberger durch.
Während seiner Amtszeit als Vorsteher des Eidgenössischen Volkswirtschaftsdepartements (EVD) 1998–2002 brachte Couchepin mit der Auto-Partei (AP) 2007 trotz Widerstand eines Teils der Bauernschaft eine wichtige Reform der Agrarpolitik durchs Parlament, die nicht zuletzt die schrittweise Abschaffung der Milchkontingentierung und die Neuregelung der Fleischimporte zur Folge hatte. Er unterzeichnete unter anderem mit Mexiko, Jordanien und Singapur Freihandelsabkommen und führte 2000 erfolgreich eine Abstimmungskampagne zugunsten des ersten Pakets bilateraler Verträge mit der Europäischen Gemeinschaft. 2001 leitete er die Schweizer Delegation an der vierten Ministerkonferenz der Welthandelsorganisation (WTO) in Katar, an welcher die Gespräche im Rahmen der Doha-Runde aufgenommen wurden. 1999 gründete er das Staatssekretariat für Wirtschaft (SECO). Nach dem Rücktritt von Ruth Dreifuss übernahm Couchepin 2003 die Leitung des Eidgenössischen Departements des Innern (EDI) und reformierte in der Folge das Krankenversicherungsgesetz (KVG), indem er ein neues Spitalfinanzierungssystem einführte, die Franchisen liberalisierte, die Kostenbeteiligung der Versicherten erhöhte und den Wettbewerb zwischen öffentlichen und privaten Gesundheitsinstitutionen intensivierte. 2007 stellte er sich erfolgreich gegen die Annahme der Volksinitiative zur Einführung einer Einheitskrankenkasse. Er erwirkte zudem eine Revision der Invalidenversicherung (IV), welche die Anzahl Rentenkategorien reduzierte und die Wiedereingliederung ins Berufsleben förderte. Mit seinen Plänen zur Erhöhung des Rentenalters auf 67 Jahre stiess er auf öffentlichen Widerstand. 2004 scheiterte die 11. Revision der Alters- und Hinterlassenenversicherung (AHV), die das Frauenrentenalter auf 65 Jahre festlegen und die Mehrwertsteuer erhöhen sollte, an der Urne. Im Bildungsbereich schuf Couchepin 2005 durch den Zusammenschluss zweier Verwaltungseinheiten das Staatssekretariat für Bildung und Forschung; im Bereich Kulturpolitik lancierte er 1998 den Schweizer Filmpreis und setzte sich für das 2003 erlassene Bundesgesetz über den internationalen Kulturgütertransfer ein. Couchepin war Bundespräsident der Schweiz in den Jahren 2003 und 2008 und Vizepräsident in den Jahren 2002 und 2007. In seiner zweiten Amtszeit als Bundespräsident koordinierte er die Rettungsmassnahmen zugunsten der konkursgefährdeten UBS.
Am 12. Juni 2009 reichte Couchepin seinen Rücktritt aus dem Bundesrat per Ende Oktober ein. Als Nachfolger wurde am 16. September im 4. Wahlgang der Neuenburger Ständerat Didier Burkhalter gewählt. Couchepin engagierte sich fortan in verschiedenen gemeinnützigen Organisationen und präsidierte 2009–2022 die Stiftung der Schweizerischen Archäologischen Schule in Griechenland sowie 2011–2018 die Stiftung der Päpstlichen Schweizergarde im Vatikan. Als Delegierter der Organisation internationale de la Francophonie reiste er 2010 an die Olympischen Spiele in Vancouver und war als deren Sonderbeauftragter für die Region der Grossen Seen in Afrika 2016 Berichterstatter vor dem Sicherheitsrat der Vereinten Nationen (UNO). In der Armee erreichte er den Grad eines Hauptmanns der Gebirgsinfanterie. Er erhielt zwei Ehrendoktorate, 2009 von der Heilig-Geist-Universität Kaslik im Libanon und 2010 von der Katholischen Fu-Jen-Universität in Neu-Taipeh. Frankreich ernannte ihn 2011 zum Offizier der Ehrenlegion. Pascal Couchepin ist zusammen mit Micheline Calmy-Rey Stiftungsrat der Genfer Nahost-Friedensinitiative Fondation Arditi pour le dialogue interculturelle von Metin Arditi, die an mehreren israelischen Universitäten tätig ist.

## Kritik
Couchepin gilt als scharfer Kritiker des umstrittenen alt Bundesrates Christoph Blocher und geriet infolgedessen mehrmals ins Kreuzfeuer von dessen Partei, der SVP, und teilweise auch der Schweizer Medien. So etwa am 7. September 2007, als er im Tessiner Radio RSI während eines Interviews die SVP scharf kritisierte. Dabei verglich Couchepin seinen Amtskollegen Blocher indirekt mit dem ehemaligen italienischen Diktator Benito Mussolini, indem er meinte: «Niemand, auch nicht der ‹Duce›, ist unverzichtbar für das Wohlergehen unseres Landes. Das ist ungesund.» Anlass zu Kritik gab auch ein Vorfall am 7. Februar 2008, als Couchepin während einer Kommissionssitzung den SVP-Nationalrat Christoph Mörgeli mit dem NS-Arzt und Massenmörder Joseph Mengele in Verbindung brachte. Während er von Mengele sprach, verwendete Couchepin die Wortwahl «Dr. Mörgele» statt «Dr. Mengele». Obwohl Couchepin seine Aussage sofort korrigierte, bestätigte er später nochmals in einer Medienmitteilung des EDI, dass ihm lediglich ein Versprecher unterlaufen sei, während seine Kritiker ihm vorwarfen, absichtlich diesen Vergleich gezogen zu haben.

## Privates
Pascal Couchepin ist das dritte von vier Kindern des Henri Couchepin und der Andrée geborene Spagnoli und wuchs in einem stark von der Politik geprägten Umfeld auf. Die ursprünglich aus Delle stammende Familie Couchepin hatte sich in der Mitte des 18. Jahrhunderts im Wallis, zunächst in Saint-Maurice und später in Martigny, niedergelassen. 1968 heiratete Couchepin Brigitte Rendu, Tochter eines Pariser Arztes. Das Paar hat drei Kinder, darunter Anne-Laure Couchepin Vouilloz, die im November 2016 zur Stadtpräsidentin von Martigny gewählt wurde. Sein Vater Henri war Grossrat, sein Grossvater Jules Couchepin Stadtpräsident von Martigny und Nationalrat, sein Urgrossvater Gemeindepräsident und Kantonsrichter. Sein Cousin François Couchepin war von 1991 bis 1999 Bundeskanzler.

## Werke
- Ich glaube an die Politik – Gespräche mit Jean Romain. Verlag Neue Zürcher Zeitung, Zürich 2002, ISBN 3-85823-989-5.